# Hrabstwo Middlesex (Jamajka)
Hrabstwo Middlesex (ang. Middlesex County) – jedno z trzech hrabstw Jamajki. Jego siedzibą jest Spanish Town.
Zostało założone w 1758 roku przez władze kolonialne. Jego powierzchnia wynosi 5041,9 km². Jest położone w środkowej części kraju. Na zachodzie graniczy z hrabstwem Cornwall, a na wschodzie z hrabstwem Surrey. W jego skład wchodzi 5 parafii (ang. parishes): Clarendon, Manchester, Saint Ann, Saint Catherine i Saint Mary.